# 周氏新蝎蛉
周氏新蝎蛉（学名：Neopanorpa choui），蝎蛉科新蝎蛉属的一种，模式产地为中国四川省雅安市周公山。种加词源自中国昆虫学家周尧的姓氏。本种最显著的特征是雄性腹部第3节背板有一个很长的中突起。
本种于2023年被收录入中国《有重要生态、科学、社会价值的陆生野生动物名录》。